# Championnats d'Europe de biathlon 2018
Navigation
Édition précédente Édition suivante
Les championnats d'Europe de biathlon 2018, vingt-cinquième édition des championnats d'Europe de biathlon, ont lieu du 24 au 28 janvier 2018 à Ridnaun-Val Ridanna, en Italie. Ils font partie du calendrier de l'IBU Cup et rapportent des points pour le classement de l'IBU Cup 2017-2018.

## Calendrier
| Date       | Heure | Epreuve             |
| ---------- | ----- | ------------------- |
| 24 janvier | 10:00 | Individuel Hommes   |
| 24 janvier | 13:30 | Individuel Femmes   |
| 26 janvier | 11:00 | Sprint Hommes       |
| 26 janvier | 14:00 | Sprint Femmes       |
| 27 janvier | 13:00 | Poursuite Hommes    |
| 27 janvier | 15:00 | Poursuite Femmes    |
| 28 janvier | 13:00 | Relais Mixte simple |
| 28 janvier | 15:00 | Relais Mixte        |

## Tableau des médailles
| Rang   | Pays       | Or | Argent | Bronze | Ensemble |
| ------ | ---------- | -- | ------ | ------ | -------- |
| 1      | France     | 2  | 2      | 1      | 5        |
| 2      | Ukraine    | 2  | 1      | 0      | 3        |
| 3      | Russie     | 1  | 2      | 2      | 5        |
| 4      | Norvège    | 1  | 0      | 1      | 2        |
| 5      | Autriche   | 1  | 0      | 0      | 1        |
| 5      | Lettonie   | 1  | 0      | 0      | 1        |
| 7      | Bulgarie   | 0  | 1      | 1      | 2        |
| 8      | Italie     | 0  | 1      | 0      | 1        |
| 8      | Tchéquie   | 0  | 1      | 0      | 1        |
| 10     | Allemagne  | 0  | 0      | 1      | 1        |
| 10     | États-Unis | 0  | 0      | 1      | 1        |
| 10     | Japon      | 0  | 0      | 1      | 1        |
| Totaux | Totaux     | 8  | 8      | 8      | 24       |

| Rang | Athlète            | Or | Argent | Bronze | Ensemble |
| ---- | ------------------ | -- | ------ | ------ | -------- |
| 1    | Chloé Chevalier    | 2  | 1      | 0      | 3        |
| 1    | Iryna Varvynets    | 2  | 1      | 0      | 3        |
| 3    | Aleksandr Loguinov | 1  | 2      | 0      | 3        |
| 4    | Krasimir Anev      | 0  | 1      | 1      | 2        |
| 4    | Evgeniy Garanichev | 0  | 1      | 1      | 2        |
| 4    | Julia Simon        | 0  | 1      | 1      | 2        |
| 4    | Victoria Slivko    | 0  | 1      | 1      | 2        |

## Résultats et podiums

### Hommes
| Épreuves            | Or                   | Argent             | Bronze             |
| ------------------- | -------------------- | ------------------ | ------------------ |
| Individuel (20 km)  | Felix Leitner        | Tomáš Krupčík      | Philipp Horn       |
| Sprint (10 km)      | Andrejs Rastorgujevs | Aleksandr Loguinov | Krasimir Anev      |
| Poursuite (12,5 km) | Aleksandr Loguinov   | Krasimir Anev      | Evgeniy Garanichev |

### Femmes
| Épreuves           | Or              | Argent             | Bronze           |
| ------------------ | --------------- | ------------------ | ---------------- |
| Individuel (15 km) | Chloé Chevalier | Alexia Runggaldier | Victoria Slivko  |
| Sprint (7.5 km)    | Iryna Varvynets | Chloé Chevalier    | Fuyuko Tachizaki |
| Poursuite (10 km)  | Chloé Chevalier | Iryna Varvynets    | Julia Simon      |

### Mixte
| Épreuves                       | Or                                                                            | Argent                                                                                   | Bronze                                                                                                  |
| ------------------------------ | ----------------------------------------------------------------------------- | ---------------------------------------------------------------------------------------- | --- |
| Relais simple (6 km + 7,5 km)  | Norvège - Thekla Brun-Lie - Vetle Sjåstad Christiansen                        | France - Julia Simon - Émilien Jacquelin                                                 | États-Unis - Susan Dunklee - Lowell Bailey                                                              |
| Relais (2 × 6 km + 2 × 7,5 km) | Ukraine - Yuliya Zhuravok - Iryna Varvynets - Artem Pryma - Dmytro Pidruchnyy | Russie - Victoria Slivko - Anastasia Zagoruiko - Evgeniy Garanichev - Aleksandr Loguinov | Norvège - Emilie Ågheim Kalkenberg - Kaia Wøien Nicolaisen - Håvard Gutubø Bogetveit - Fredrik Gjesbakk |